# 諾基亞Lumia 2520
諾基亞Lumia 2520，是诺基亚在2013年10月23日于阿布扎比举行的Nokia World 2013发布会上，所发布的唯一一款基于Windows RT 8.1系统的Lumia 2520平板电脑，其搭载了包含LTE基带的MSM8974 SoC，使用了一块分辨率为1920*1080的10.1寸屏幕。
诺基亚还为其设计了一款电源键盘，内含额外的电源、两个USB接口和一个物理键盘及鼠标。
诺基亚 Lumia 2520并没有在中国大陆、香港还有台湾上市。

## 产品开发
2013年中旬，一款诺基亚命名为代号“天狼星”的产品细节遭到爆料。根据爆料，其搭载了一块10.1英寸的屏幕，支持LTE网络，并且设计类似于Lumia系列的手机。2013年10月，一个媒体近一步地透露了更多细节，称其型号将为Lumia 2520。在Nokia World 2013的发布会上，Lumia 2520与其他Lumia手机正式亮相，这款设备意味着诺基亚进入了平板电脑的市场。
2014年4月，诺基亚在发现充电过程中可能会存在漏电的隐患之后，召回了适配Lumia 2520的AC-300充电器。所幸这款充电器在美国是作为单独配件销售的，但不幸的是，欧洲版Lumia 2520的包装内却包含了这个充电器。因此，诺基亚暂停了Lumia 2520在奧地利、丹麥、芬兰、德国、俄罗斯、瑞士及英国等地的销售。

## 特点
Lumia 2520使用了支持LTE网络的MSM8974 SoC，RAM为2GB，ROM为32/64GB，并且其支持最大64GB的MicroSD卡扩展。其搭载了一块10.1英寸、使用ClearBlack Display，由康宁第二代大猩猩玻璃覆盖的1080p IPS屏幕。Lumia 2520还配备了一块可以续航10小时、容量为8000毫安时的电池；使用了与Lumia 720一致的后置摄像头；拥有micro HDMI和USB 3.0接口；还有底部与电源键盘相接的接口。
Lumia 2520主体上使用了与Lumia 手机一致的聚碳酸酯材料，可选的颜色只有红色和黑色，发布会上发布的蓝色和白色版本已被取消。Lumia 2520还可以选用专用的电源键盘，其键盘拥有两个完整大小的USB接口，一个物理键盘及触控鼠标，而且可以折叠成支架，同时内置的额外电源可以延长5小时的续航。
Lumia 2520搭载了ARM架构的Windows RT 8.1操作系统，而并非X86架构。也就是说，Lumia 2520只可以运行Windows商店内的应用，而且包括Lumia 2520在内的所有Windows RT设备均预装了Microsoft Office RT软件。和Lumia手机一样，Lumia 2520也预装了诺基亚专业拍摄、Here地图、MixRadio等诺基亚自家的应用软件。